# Diplolaena grandiflora
Diplolaena grandiflora,  es una especie de arbusto perteneciente a la familia de las rutáceas. Es un endemismo de Australia Occidental.

## Descripción
Diplolaena grandiflora alcanza un tamaño de entre 0,5 y 3 metros de altura y tiene un hábito erecto. En el período comprendido entre finales de otoño y primavera,  produce flores vistosas, en posición vertical o colgante. Estas tienen un grupo de estambres rojos en el centro, rodeados brácteas de color rojo-rosa. Las hojas son ovaladas y de hasta 5 cm de longitud y son de color verde oscuro en la parte superior y verde suave en la parte inferior.

## Distribución
Diplolaena grandiflora se encuentra en la piedra caliza y afloramientos de las crestas en un área entre Geraldton y Cabo del Noroeste.

## Cultivo
La propagación es por esquejes o semillas. Se prefiere un buen drenaje y sombra parcial y requiere de poda para aumentar la producción de flores.

## Taxonomía
La primera descripción de la especie fue de efectuada por William Dampier, durante un viaje a Nueva Holanda en 1699. El tipo de espécimen fue colectado en 1801 en la isla Dirk Hartog durante un viaje de exploración francés, capitaneado por Jacques Hamelin y Nicolas Baudin. El ejemplar fue traído de vuelta a Francia y descrito por René Desfontaines en 1817, quien le dio el epíteto específico de grandiflora que significa "flores grandes". Fue publicado en Mémoires du Muséum d'Histoire Naturelle 3: 451, en el año 1817.